# Lena E. Heyman
Lena Åsa Kristina Eliasson Heyman, född 4 september 1944, är en svensk översättare. Lena E. Heyman fick priset Årets översättning 2010 för översättningen av Roberto Bolaños roman 2666 och Samfundet de nios översättarpris 2011. Hon översätter från spanska och engelska.
1999 nominerades Lena E. Heyman till Aristeionpriset i översättarklassen för översättningen av Antonio Muñoz Molinas roman Den polske ryttaren.

## Översättningar (urval)
- Lucia St. Clair Robson: Marys land (Mary's Land) (Bra böcker, 1997)
- Antonio Muñoz Molina: Den polske ryttaren (El jinete polaco, 1991) (Atlantis, 1998)
- Hebert Abimorad: Korta dikter (Heterogénesis, 2000)
- Michael Gerber: Barry Trotter och den onödiga uppföljaren (Barry Trotter and the Unnecessary Sequel) (Lind & Co, 2005)
- Roberto Bolaño: De vilda detektiverna (Los detectives salvajes, 1998) (Tranan, 2007)
- Doris Lessing: Gräset sjunger (The Grass is Singing) (översättning Gunvor och Bertil Hökby, reviderad och kompletterad av Lena E. Heyman, Wahlström & Widstrand, 2007)
- Roberto Bolaño: Om natten i Chile (Nocturno de Chile) (Tranan, 2009)
- Roberto Bolaño: 2666 (2666, 2004) (Bonnier, 2010)
- Enrique Vila-Matas: Dublinesk (Dublinesca) (Tranan, 2013)
- Javier Marías: Förälskelser (Los enamoramientos) (Bonnier, 2013)

## Priser och utmärkelser
- 2010 – Årets översättning för 2666 av Roberto Bolaño
- 2011 – De Nios översättarpris
- 2018 – Stiftelsen Natur & Kulturs översättarpris [1]